# 西田新
西田 新（にしだ しん、1972年4月16日 - ）は、日本のDJ。オフィスキイワード所属。奈良県出身。

## 来歴
桃山学院大学卒業。
中学時代にラジオと音楽に夢中になり、高校時代はバンドでギターを担当していた。
様々な仕事の経験を経て、ブロードキャスティングを学ぶためにアメリカに留学した。帰国後の1997年、コミュニティFMでDJとしてのキャリアを開始した。
1999年、FM802のDJオーディションに合格し、『FUNKY JAMS 802』でデビューした。2023年4月、FM COCOLOに移籍の上、引き続きDJとして活動。

## 出演

### 現在
FM COCOLO
- Radio beyond Borders “Monday Nite Flava Picks”（2025年4月7日 - ）

FM COCOLO・FM802
- DAYBREAK（2025年4月2日 - ）

### 過去
FM802
- FUNKY JAMS 802
- MUSIC MANIA 802 Nite Recepter
- MIDNIGHT GARAGE
- ROCK KIDS 802
- PRIVATE LOUNGE
- BLAZIN' SATURDAY 802
- INTO YOUR STAGE
- SUNDAY SUNSET STUDIO
- BEEEEP RADIO!（2012年4月 - 2015年9月）
- FUNKY VIBRATION（2012年4月 - 2015年9月）
- OSAKAN HOT 100（2015年10月4日 - 2023年3月26日）

FM COCOLO
- Power Request 76.5
- SOUND FORMULA 76.5
- BRAND-NEW SHINe（2023年4月2日 - 2025年3月30日）

ラジオ大阪
- X-HIDE SPECIAL

@FM
- Power Countdown A100
- FM AICHI TOP 100
- Radio Freaks（木曜担当、2017年4月6日[6] - 2019年3月28日）

TOKYO FM
- シナプス（2011年） - やまだひさしの代打

BAYFM
- POWER BAY MORNING（月曜、火曜担当、2019年4月1日[7] - 2021年3月30日）